# Regimento Proveitoso contra a Pestenença
O Regimento Proveitoso contra a Pestenença é um pequeno incunábulo impresso na última década do século XV em Lisboa, por Valentim Fernandes. Traduzido por Frei Luís de Rás de um original latino (Regimen Pestilentiæ), da autoria de Johannes Jacobi, médico do papa Urbano V e do rei Carlos V de França, o seu objectivo era instruir os leitores para a melhor forma de prevenir a peste e tratá-la.